# (88795) Morvan
(88795) Morvan (2001 SW115) – planetoida z pasa głównego asteroid okrążająca Słońce w ciągu 4,26 lat w średniej odległości 2,63 j.a. Odkryta 20 września 2001 roku.